# 友松直之
友松 直之（ともまつ なおゆき、1967年2月23日- ）は、日本の映画監督、脚本家、作家。大阪府出身。

## 来歴・人物
桃山学院高等学校卒。桃山学院大学社会学部中退。
高校時代に漫画研究部で8ミリ映画を撮りはじめ、漫画家内田春菊の作画アシスタントを経て、1992年自主制作映画「夏色浪漫」がTSUTAYAインディーズフェスティバル佳作入選。「ザ・妊婦」（川村真一監督作）で脚本家デビュー。1993年「バラードに抱かれて」で商業監督デビュー。
2009年「老人とラブドール 私が初潮になった時…」でピンク大賞監督賞を受賞した。

## 監督作品
- 夏色浪曼（1992年）
- バラードに抱かれて（1993年）
- わがまま旋風（1995年）
- コギャル喰い大阪テレクラ篇（1997年）
- 電脳大奥（1997年）
- 喪服白書（1998年）
- 疑惑の診察室 私を犯した美容整形外科医（1998年）
- 痴女電車 さわり放題（1998年）
- レイプハンター 連続暴行（1999年）
- パチプロ爆裂伝（2000年）
- STACY（2001年）
- 十三夜 霊界からの招待状（テレビシリーズ全13話、新里猛と共同）（2001年）
- ヴァンパイア・シンドローム（テレビシリーズ全13話）（2002年）
- 高校教師 生徒なのに…（2003年）
- 新任保母日誌 お姉さんといっしょ（2003年）
- 平成セクハラ武士道 たそがれ助兵衛（2003年）
- 赤い手錠 死刑囚サオリ（2004年）
- SEXY CATS 怪盗コスプレ三姉妹（2004年）
- 濡れる大捜査線 虹色大橋で挿入せよ（2004年）
- 行列のできる人妻相談所 史上最強のエロ弁護士軍団（2004年）
- 新高校教師 禁じられた関係（2004年）
- 新人ツアーコンダクター千里（2004年）
- kiss me or kill me 届かなくても愛してる（2005年）
- 踊るヤクザ 組長は、わたし!?（2005年）
- こきせん 涙の童貞卒業式（2005年）
- 痴漢電車 挑発する淫ら尻（2005年）
- ゾンビ自衛隊（2006年）
- 派遣ザムライ（2006年）
- 妹の秘密（2006年）
- 出張派遣メイド　禁断の奉仕（2006年）
- ザ・スワッピング　新妻調教（2007年）
- 痴漢電車 夢おぼろ制服狩り（2008年）
- 一輪の薔薇（2008年）
- 女囚アヤカ いたぶり牝調教（2008年）
- 老人とラブドール 私が初潮になった時…（AI高感度センサー搭載 メイドロイド）（2009年）　第22回ピンク大賞監督賞・脚本賞
- わいせつ性楽園 おじ様と私（2009年）
- 吸血少女対少女フランケン（西村喜廣と共同）（2009年）
- 闇のまにまに 人妻彩乃の不貞な妄想（2009年）
- 不倫旅行 恥悦抜き昇天（2009年）
- 若妻の熱い舌技（2010年）
- 最後のラブドール 私、大人のオモチャやめました（メイドロイドVSホストロイド軍団）（2010年）
- エロ怖い怪談 怪之壱 イグアナ女（2010年）
- エロ怖い怪談 怪之弐 ポルターガイスト（2010年）
- 美脚教師 開いて悶絶（2010年）
- 絶対痴女 奥出し調教（2010年）
- かんなの水魚1・2（2011年）
- 華麗なるエロ神家の一族 深窓令嬢は電気執事の夢を見るか（2011年）
- 囚われの淫獣（2011年）
- 濡恥妹（2011年）
- やらせる女教師（2011年）
- 若妻の目覚め 夫に覗かれながら（2011年）
- 君はゾンビに恋してる（2011年）
- 禁じられた旋律 処女にナニが起こったか（2011年）
- レイプゾンビ LUST OF THE DEAD（2012年）
- 本当はエロいグリム童話 レッド・スウォード（2012年）
- 本当はエロい日本の裏伝奇 泡姫陰陽師（2012年）
- 淫義母 もうガマンできない…（2012年）
- 白衣のご奉仕（2012年）
- 人妻 許されない関係（2012年）
- 飼育される女（2012年）
- 介護士調教（2012年）
- 未亡人団地妻（2012年）
- レイプゾンビ LUST OF THE DEAD 2&3 アキバ帝国の逆襲（2013年）
- 人妻女医 性奴隷の悦び（2013年）
- 妹・OL・人妻 すけべ丸出し（2013年）
- 尼寺 姦淫姉妹（2013年）
- イノセント・ノワール（2013年）
- 出逢いが足りない私たち（2013年）
- 最近、蝶々は…（2013年）
- マッチ売りの殺人少女（2014年）
- レイプゾンビ LUST OF THE DEAD 4&5 新たなる絶望（2014年）
- 強制飼育 OL肉奴隷（2014年）
- 緊縛絵師の甘美なる宴（2014年）
- いちは（仮）（2015年）
- 恋愛死体（ラブゾンビ） ROMANCE OF THE DEAD（2015年）
- 監獄病棟2041（2016年）
- 監獄病棟2042（2016年）
- レイプゾンビ外伝 届かぬ想い（2016年）
- KINBAKU～華の章～（2016年）
- KINBAKU～月の章～（2016年）
- 未来世紀アマゾネス（2017年）
- 未来戦士アマゾネス（2017年）

## 脚本作品
- ザ・妊婦（川村真一監督作）（1992年）
- 人妻レイプ症候群（川村真一監督作）（1993年）
- 平成四十八手 巨乳責め（川村真一監督作）（1994年）
- なにわ忠臣蔵（萩庭貞明監督作）（1997年）
- 新・バブルと寝た女たち（服部光則監督作）（1988年）
- ナニワの用心棒（石川一郎監督作）（1998年）
- ドンを撃った男（和泉聖治監督作）（1998年）
- ミナミの帝王 逆転相続（萩庭貞明監督作）（1998年）
- 惚れたらあかん 代紋の掟（和泉聖治監督作）（1999年）
- ミナミの帝王 リストラの報酬（萩庭貞明監督作）（1999年）
- 紅蓮卍 禁断の姉妹愛（服部光則監督作）（1999年）
- ミナミの帝王 アリバイ証明（萩庭貞明監督作）（1999年）
- ミナミの帝王 商工ローンの落とし穴（萩庭貞明監督作）（2000年）
- 死びとの恋わずらい（渋谷和行監督作）（2000年）
- ミナミの帝王 非情のライセンス（萩庭貞明監督作）（2000年）
- ミナミの帝王 騙しの方程式（萩庭貞明監督作）（2001年）
- ミナミの帝王 男たちの過去（萩庭貞明監督作）（2001年）
- ミナミの帝王 闇の裁き（萩庭貞明監督作）（2002年）
- ミナミの帝王 絆 KIZUNA（萩庭貞明監督作）（2002年）
- ミナミの帝王 海に浮かぶ札束（萩庭貞明監督作）（2003年）
- ミナミの帝王 一千万の銃弾（萩庭貞明監督作）（2003年）
- 女狼 艶殺裸体剣（佐々木乃武良監督作）（2003年）
- 新・影の軍団Ⅰ（宮坂武志監督作）（2003年）
- 新・影の軍団Ⅱ（宮坂武志監督作）（2003年）
- 岸和田少年愚連隊 カオルちゃん最強伝説 番長蹴球（宮坂武志監督作）（2003年）
- ミナミの帝王 金貸しの掟（萩庭貞明監督作）（2004年）
- ミナミの帝王 闇の代理人（萩庭貞明監督作）（2004年）
- 略奪 マネークラッシュ（宮坂武志監督作）（2004年）
- 岸和田少年愚連隊 カオルちゃん最強伝説 妖怪地獄（宮坂武志監督作）（2004年）
- ミナミの帝王 破産の葬列（萩庭貞明監督作）（2005年）
- ミナミの帝王 金になる経歴（萩庭貞明監督作）（2005年）
- 岸和田少年愚連隊 カオルちゃん最強伝説 マライの虎（宮坂武志監督作）（2005年）
- ミナミの帝王 詐欺の手口（萩庭貞明監督作）（2006年）
- ミナミの帝王 銀次郎VS夜逃げ屋（萩庭貞明監督作）（2006年）
- 大阪府警察潜入捜査官（萩庭貞明監督作）（2006年）
- 巨乳をビジネスにした男（渡辺武監督作）（2007年）
- 岸和田少年愚連隊 カオルちゃん最強伝説 中華街のロミオとジュリエット（宮坂武志監督作）（2007年）
- 岸和田少年愚連隊 カオルちゃん最強伝説 女番哀歌（宮坂武志監督作）（2007年）
- クジラ 極道の食卓（横山一洋監督作）（2008年）
- 飛べ!ダコタ（油谷誠至監督作）（2013年）
- 何処へ 満ソ国境十五歳の夏（松島哲也監督作）（2014年）
- 凌辱された女 リベンジパチンカー・アナザー（奥渉監督作）（2015年）
- マッドムービー 遊園地残酷迷宮（城定秀夫監督作）（2016年）
- 民暴1・2（貝原クリス亮監督作）（2016年）
- KINBAKU～華の章～（2016年）
- KINBAKU～月の章～（2016年）

## 著作
- 純愛戦記 届かなくても愛してる（2002年）
- 女教師 友梨〜降臨（2007年）
- 妹の甘い蜜（2008年）
- 人造少女 初めての淫乱ご奉仕（2010年）
- 妹の甘い匂い（2011年）
- 魔虐の診察室（2013年）　※ 阿澄慎司 名義